# Giovanni Antonio Porcheddu
Giovanni Antonio Porcheddu (Ittiri, 26 giugno 1860 – Torino, 17 ottobre 1937) è stato un ingegnere e imprenditore italiano, che introdusse in Italia la tecnica delle costruzioni in cemento armato.

## Biografia
Giovanni Antonio Porcheddu rimase orfano di entrambi i genitori in tenera età. Dopo essere stato allevato da alcuni stretti parenti, si trasferì a Sassari, ove conseguì la licenza tecnica inferiore, pagandosi gli studi lavorando come muratore. Successivamente, grazie ad un sussidio dell'amministrazione provinciale e il contributo dei parenti, si diplomò all'istituto tecnico superiore di Sassari. Ottenuta, quindi, un'ulteriore borsa di studio, lasciò la Sardegna per frequentare i corsi di Ingegneria civile, prima all'Università di Pisa e poi al prestigioso Politecnico di Torino, ove si laureò a trent'anni, nel 1890. L'anno successivo conseguì anche una seconda laurea in Ingegneria elettrotecnica.

Rientrato in Sardegna, Porcheddu fu assunto dall'amministrazione delle miniere, ma tornò nuovamente a Torino per conseguire, nel 1892, una terza laurea in ingegneria industriale. A Torino si sposò con Amalia Dainesi, dalla quale ebbe sette figli tra cui Giuseppe, in seguito ceramista e pittore.

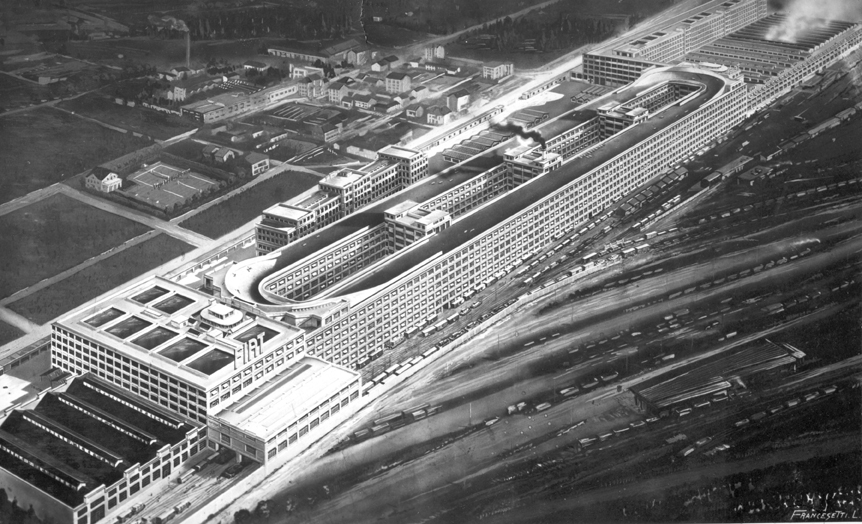
Torino, vista aerea dello stabilimento FIAT Lingotto nel 1928.

Nel 1894 aprì un primo studio tecnico in società con l'ingegner Ferrero. A Porcheddu si deve la felice intuizione di apprezzare sin da subito la validità del «Systéme Hennebique», ovvero il conglomerato cementizio armato internamente con profilati di ferro disposti e rafforzati con apposite staffe. L'utilizzo di questa tecnica, che prese il nome colloquiale di «cemento armato», fu ideato e brevettato (tra gli altri) nel 1892 dall'ingegnere francese François Hennebique e Porcheddu diventò nel 1894 concessionario del brevetto Hennebique  Il socio Ferrero non era convinto del sistema e poco dopo abandonò lo studio. La fortuna del nuovo sistema costruttivo fu invece immediata, Porcheddu divenne concessionario prima per l'Italia del Nord e poi, dal 1914 per tutta la nazione (Sicilia esclusa). Già nel 1900 la società disponeva di una propria ferriera a Genova per produrre in proprio i ferri di armatura per il calcestruzzo armato Nel 1903 lo studio si spostò in corso Valentino 20 (oggi corso Marconi). La nuova sede edificata in un sobrio stile Liberty, oltre agli uffici, disponeva anche di un laboratorio per prove, nel quale si effettuavano rilevazioni sulla portanza di strutture (travi prefabbricate) e sulla resistenza dei materiali da impiegare. Nel 1906 la ditta individuale si trasformò in Società Anonima Porcheddu G. A.

Torino, lo Stadium nel 1911.

I risultati della felice intuizione dell'ingegnere furono sensazionali. Nel 1896 gli fu affidato l'incarico della costruzione della parte strutturale della fabbrica di Mattoni Rossi della Fabbrica Olivetti & C ad Ivrea, da parte di Camillo Olivetti progettista, suo compagno di studi. Nel 1901 l'Impresa Porcheddu realizzò i silos granari del porto di Genova; tra il 1903 e il 1912, lavorò al cantiere del campanile di San Marco a Venezia, crollato l'anno precedente; nel 1905 realizzò l'arcone monumentale di Palazzo Orzali in via XX Settembre a Genova, su progetto di Gaetano Orzali; collaborò con molte imprese edili milanesi e torinesi e nel 1906 si dedicò alla realizzazione dello stabilimento della Eternit a Casale Monferrato progettato da Pietro Fenoglio. Moltissime le realizzazioni, ovviamente, nella città di Torino, che conosceva nei primi anni del novecento un deciso sviluppo industriale: fabbriche, docks, edifici residenziali. 
Importante il sodalizio con l'esponente del liberty torinese: Pietro Fenoglio fu vicepresidente della società G. A. Porcheddu, direttore della Società Anonima Cementi del Monferrato a Morano sul Po (1906-1912); Fenoglio coinvolgerà Porcheddu nella progettazione ed esecuzione delle strutture in calcestruzzo armato in numerosi progetti di fabbriche industriali in Torino e fuori Torino. Fenoglio sarà anche incaricato del progetto di "riattamento" della villa dell'ingegner Porcheddu costruita in Torino all'angolo di via Berthollet con corso Massimo D'Azeglio, oggi scomparsa.
Nel 1910 a Torino eseguì i lavori per la realizzazione dello Stadium, il più grande stadio d'Italia fino ad allora, realizzato in soli dieci mesi; sempre a Torino dal 1916 fu autore del progetto strutturale dello stabilimento Fiat Lingotto. Fu anche il progettista del viadotto, inaugurato nel 1915, tra le stazioni di Bari Centrale e Bari Scalo sulla ferrovia Bari-Matera.

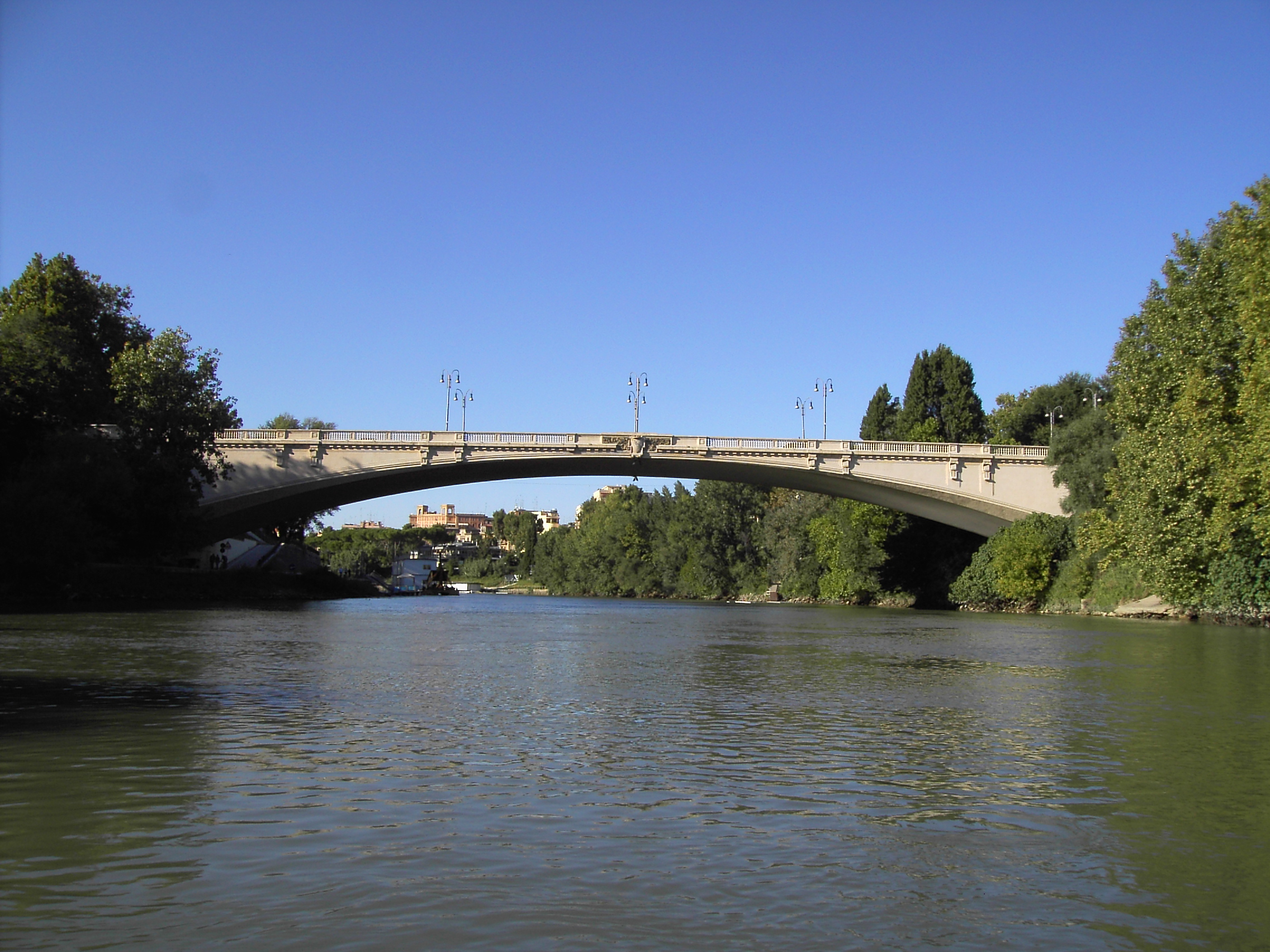
Roma, l'arcata unica del Ponte del Risorgimento.

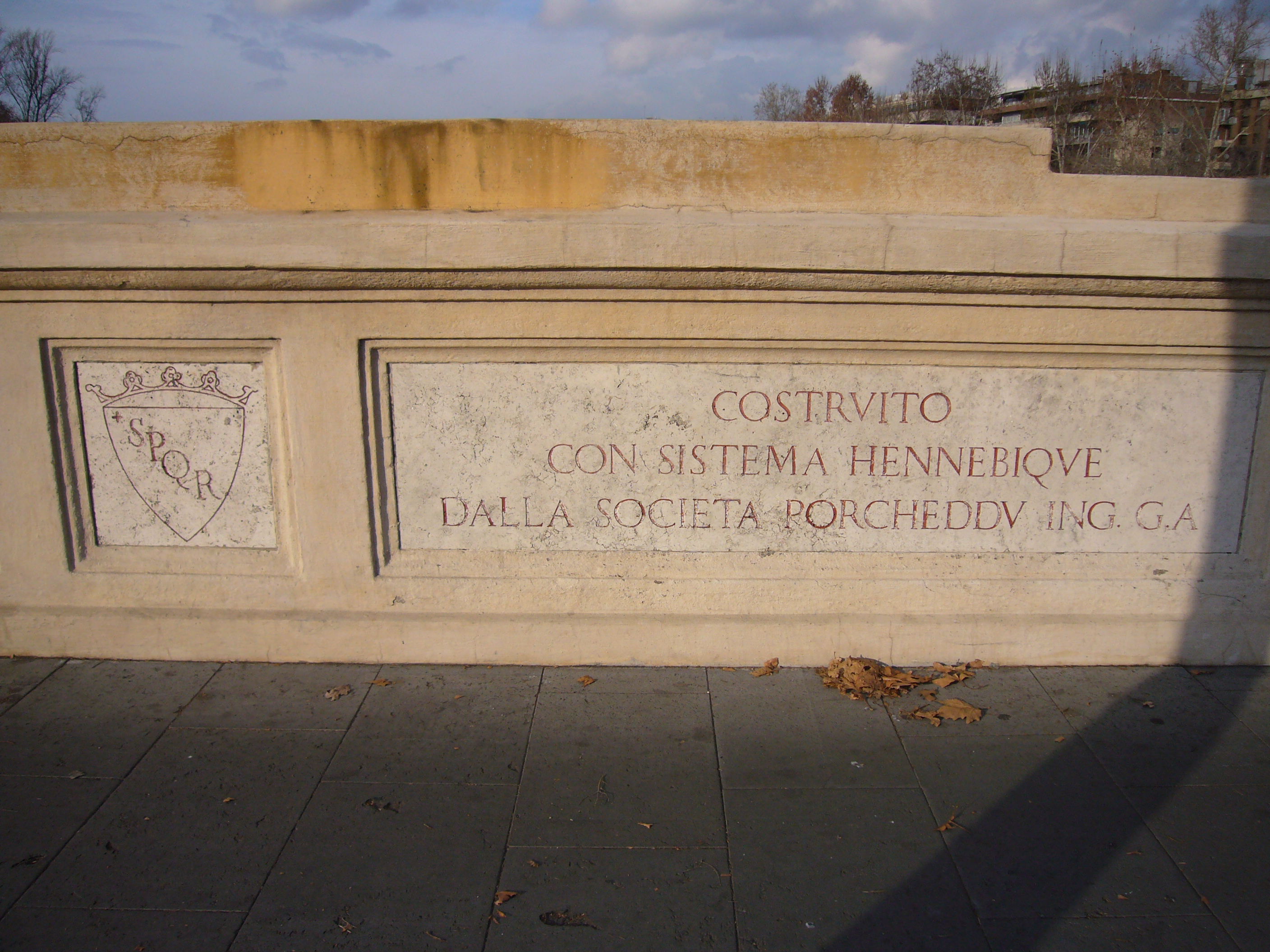
Roma, Ponte del Risorgimento: targa del costruttore.

Il Ponte del Risorgimento sul fiume Tevere a Roma è considerato il capolavoro di Porcheddu. Realizzato nel 1911 in occasione dei festeggiamenti per il cinquantenario dell'Unità d'Italia, consiste in una sola arcata di 100 metri di corda e 10 metri di freccia, di arditissima concezione, e fu completato in soli sedici mesi di lavoro. Il giorno della sua inaugurazione, il 17 aprile 1911, gli osservatori presenti erano scettici sulla capacità di tenuta della struttura una volta liberata dalle impalcature di sostegno. Porcheddu, al contrario, era talmente certo dell'efficacia e affidabilità della nuova tecnica che volle assistere all'eliminazione dell'impalcatura in legno da una barchetta posizionata proprio sotto l'arcata del ponte, in compagnia dei figli Giuseppe e Ambrogia. Quello stesso giorno, re Vittorio Emanuele III donò a Porcheddu l'appellativo di «re del cemento armato».
Nel 1912 Giovanni Antonio Porcheddu ottenne il titolo di Cavaliere del Lavoro, Nel 1914 fu organizzato a Torino un evento ufficiale per tale riconoscimento, alla presenza di importanti personalità dell'epoca e gli fu consegnata una targa in bronzo modellata dall'artista piemontese Leonardo Bistolfi esponente della scultura liberty torinese ed fu pronunciato uno storico discorso dell'allora sindaco di Torino, Teolfilo Rossi di Montelera.
L'impresa continuò ad operare fino agli anni '30 del novecento: nel 1934/35 la società fu messa in liquidazione. L’ing. Porcheddu morì poco dopo, nel 1937.

## Principali edifici costruiti a Torino
- Palazzo Bellia, via Pietro Micca 4-8, (1892-1898) progettista ing. Carlo Ceppi; nel 1895 vengono realizzati i solai in calcestruzzo armato[11]
- Asilo Notturno Umberto I[12], (1896) progettista ing. A. Gastaldi (ing. Daniele Donghi)
- Stabilimento Ansaldi[5],(1899) progetto ing. Pietro Fenoglio, poi Officine Grandi Motori in corso Vigevano / corso Vercelli (1905-1915) Progetto Ing. Giacomo Mattè- Trucco
- Casa Priotti, corso Vittorio Emanuele II 52, (1900-1906) progetto ing. Carlo Ceppi; nel primo lotto (1900) vengono realizzati solo i solai in calcestruzzo armato, nel secondo lotto (1906) la struttura portante è tutta in c. a. (pilastri verticali e solai orizzontali)[1]
- Casa Marangoni[12] via Tiziano 17, (1904) progetto ing. Parrocchia (ing. Daniele Donghi[13])
- Stabilimento Nebiolo, corso Novara (1904)
- Stabilimento Carta da Parati Barone e Figli, corso Vigevano (1906-1908) progetto ing. Pietro Fenoglio
- Stabilimento CIR (Concerie Italiane Riunite), via Stradella 192 (1907) progetto ing. Pietro Fenoglio - ampliamenti
- Stabilimento Venchi (poi opificio Militare), corso Regina Margherita 16, (1907) progetto ing. Pietro Fenoglio
- Stabilimento Società Anonima Automobili Alessio Barriera di Stupinigi (ora demolito)[1][5](1907) progetto ing. Pietro Fenoglio
- Palazzo Assicurazioni Generali Venezia, via Botero 18 (1909-1911) progettista ing. Pietro Fenoglio[14]
- Scuola Primaria Vittorio Alfieri, Istituto Comprensivo Levi Montalcini,  via Palmieri 58, (1910) progetto ing. Ernesto Ghiotti
- SNOS Officine Savigliano (sede torinese)[15], corso Mortara, (1912) progetto arch. Enrico Bonicelli, ora complesso commerciale SNOS
- Magazzini Docks Dora, via Valprato 68 (1912) progetto Ing. Ernesto Fantini
- Magazzini Docks Piemontesi, corso Dante 40 (ora demoliti) (1914)
- Stabilimento FIAT Lingotto, (1916-1926) progetto Ing. Giacomo Mattè- Trucco
- Case della Compagnia Anonima di Assicurazioni in corso Giulio Cesare 42-58[16](1929-1931) progettista arch. Emilio Decker
- Palazzo della Cassa di Risparmio di Torino, già Palazzo Perrone di San Martino, via XX Settembre 31[17][18][19] (1929-1933) progettista ing. Chevalley

### Edifici per l'esposizione Internazionale del 1911[20]
- Palazzo del Giornale[21] al Parco del Valentino (1911) progetto ingg. Pietro Fenoglio[22], Salvadori di Wiesenhoff[23] e Stefano Molli[24]; demolito, ora vi sorge Torino Esposizioni[25]
- Stadium, corso Duca degli Abruzzi (ora demolito) (1911) progetto Ing. Eugenio Vittorio Ballatore di Rosana, ing. Carlo Ceppi e ing. Ludovico Gonella; demolito, ora vi sorge il Politecnico di Torino[26]

### Ponti
- Ponte Balbis, ex ponte Vittorio Emanuele III, sul Po e su corso Bramante (1926/1927)
- Ponti sulla Dora: ponte del Colombaro su corso Novara/Tortona (1902), ponte Duca degli Abruzzi su via Cigna (1909), ponte Bologna su via Bologna (1911), ponte Amedeo IX su via Livorno (1912), ponte Emanuele Filiberto su via Fontanesi (1915-1919)

## Principali edifici costruiti in Piemonte
- Villa Ulrich[1][11] a Rivalba (TO) (1894) realizzazione dei solai, la prima realizzazione in calcestruzzo armato
- Stabilimento Olivetti Fabbrica dei Mattoni Rossi[27] a Ivrea (TO) (1896-1899), progettista ing. Camillo Olivetti
- Stabilimento Borsalino ad Alessandria (1898-1914)
- Cotonificio Remmert a Ciriè (TO) (1900), progettista ing. Pietro Fenoglio[28]
- Lanificio Biella a Pettinengo (BI) (1902)
- Stabilimento Cinzano a Santo Stefano Belbo (CN) (1904)
- Lanificio Bona a Carignano (TO) (1905)
- Stabilimento Eternit a Casale Monferrato (AL) (1906) progettista ing. Pietro Fenoglio[3]
- Stabilimento Incerti poi RIV a Villar Perosa (TO), (1906-1908)
- Stabilimento Leumann a Collegno (TO) (1911)
- Grand Hotel ad Ala di Stura (TO) (1911)
- Dinamitificio Nobel, ad Avigliana (TO) (1914-1916)
- Stabilimento Gancia, a Canelli (AT) (1914)
- Acciaierie di Novi ligure (AL) (1918)
- Stabilimento Società Italiana grafite e talco, Avigliana (TO) (1925)

### Ponti
- Ponti sulla Stura di Demonte a Salmour (1910) e Cherasco (1911)
- Ponti sul Tanaro a Lequio (1912) e Castellino (1914)
- Opere in calcestruzzo armato sulla linea ferroviaria Torino-Ceres[29] (1915):  viadotto ferroviario per l'attraversamento della Stura di Valgrande a Ceres (TO) e ponte in calcestruzzo armato
- Viadotto sul fiume Chiusella (1921) Balangero Torinese

## Principali edifici costruiti in Italia
- Mercato Orientale a Genova[30] (1898-1899) progettisti ing. Veroggio ing. Bisagno e ing. Cordoni
- Palazzo delle Assicurazioni Generali Venezia in piazza Cordusio a Milano (1898) progettisti ing. Beltrami e ing. Tenenti
- Silos granari Hennebique[30] a Genova, calata Santa Limbana (1901) progettisti ingg. Carissimo, Crotti, De Cristoforis - Il più grande edificio in calcestruzzo armato del mondo per l'epoca
- Padiglione Magazzini Ansaldi a Milano, (1903)
- Funivie del carbone Savona-San Giuseppe di Cairo[31] (1903) progettisti ing. Carissimo, ing. Crotti
- Serbatoio per l’acqua potabile del Torrione Sud del Castello Sforzesco[32] a Milano (1903)
- Teatro a Rovigo[12] (1903-1904) progettista ing. Daniele Donghi
- Fabbricati di Molitura società Molini Alta Italia[30] a Genova Sampierdarena (ora demoliti) (1904-1905)
- Palazzo della Nuova Borsa a Genova (1907-1910) progettista arch. Dario Carbone
- Case operaie Società Anonima Jutificio di Spezia a La Spezia (1908)
- Edifici per la ricostruzione di edifici a Reggio Calabria e Messina dopo il sisma del 1908
- Palazzo delle Poste e dei Telegrafi a Genova (1909)
- Campanile della Basilica San Marco a Venezia (1910-1911) progettista arch. Luca Beltrami
- Il Ponte Risorgimento a Roma, (1911) il più grande ponte del mondo ad unica campata in calcestruzzo armato (superato nel 1922 dal ponte di Minneapolis  - USA)
- Palazzo della Banca d'Italia a Genova (1911) progettista ing. Luigi De Gaetani
- Casa operaia Società Elettrica Riviera di Ponente a Savona (1911) progettista ing. Rinaldo Negri
- Centrale di trasformazione elettrica[31] di Lavagnola (SV) (1913)
- Stabilimento grandi Artiglierie Campi[30] a Genova (1916) progettista arch. Aldolfo Ravinetti
- Ferriere di Imperia Oneglia[33] (1916-1917) ora demolite
- Hangar per dirigibili a Parma (1918)
- Casa Operaia e Refettorio Ceramica Ligure a Genova Borzoli (1926)
- Villa Bianca ora Villa Grock[34] a Imperia (1930) progettista geom. Brignole in collaborazione con il proprietario, il clown circense Charles Adrien Wettach, in arte Grock

### Ponti Viadotti
- Ponte sul Bormida a Millesimo (SV) (1902), Il primo ponte in calcestruzzo armato d’Italia
- Ponte sull'Astico a Calvene (VI) (1907-1908)
- Viadotto tra le stazioni di Bari Centrale e Bari Scalo sulla ferrovia Bari-Matera (1915)[6]

## Edifici costruiti all'estero
L'attività progettuale si svolse quasi totalmente in Italia, ad eccezione dei seguenti progetti
- Deposito per locomotive e Serbatoi per l’acquedotto comunale a Tripoli, Libia (1912)
- Scuola di italiano a Rodi, Grecia (1922)
- Scuola di italiano a Antalya, Turchia (1922)
- Ospedale italiano e serbatoi idrici a Tangeri, Marocco (1926)

## Archivio
L'intero archivio della società G. A. Porcheddu è conservato presso il Politecnico di Torino. Dipartimento di ingegneria strutturale, edile e geotecnica – DISEG.

## Tracce di G. A. Porcheddu a Torino
Nonostante l'indubbia importanza dell'ingegnere di origine sarda nello sviluppo delle tecniche costruttive e dei nuovi materiali edili a cavallo tra otto e novecento, e nonostante la conservazione dell'intero archivio della società presso il Politecnico di Torino scarso è stato l'interesse della comunità scientifica e accademica torinese (e italiana) alla sua opera. Eccezion fatta per la pubblicazione di Nelva e Signorelli che trattano dell'operato di Porcheddu, non esiste monografia, o convegno, o studio specifico sull"ingegnere del calcestruzzo armato". Ricordiamo le poche tracce di G. A, Porcheddu in Torino ovvero:
La capriata Porcheddu, all'interno del Parco Peccei nel quartiere Barriera di Milano, a lui intitolata dopo la trasformazione dell'area industriale Fiat, Iveco Telai, in parco pubblico
La tomba Porcheddu (1912) con all'interno il magnifico sarcofago in stile liberty della moglie Amalia Danesi, scomparsa prematuramente nel 1902. La tomba si trova nel Cimitero Monumentale di Torino, terza ampliazione arcata 51. Le sculture sono di Edoardo Rubino e i mosaici dell'architetto e artista Giulio Casanova.
La sua villa in via Berthollet angolo corso Massimo d'Azeglio e la sede della società in corso Marconi 20 sono state demolite.